# Fientje Moerman
Pour les articles homonymes, voir Moerman.
Joséphine Rebecca Marie Julienne Bertha (Fientje) Moerman (née à Gand le 19 octobre 1958) est une femme politique belge, membre de l'Open VLD et députée au Parlement flamand. Elle a été ministre de l'Économie du gouvernement Verhofstadt II de 2003 à 2004, puis ministre flamande de l'Économie de 2004 à 2007.
Depuis mars 2018 elle est juge à la Cour constitutionnelle.

## Biographie
Après avoir étudié à l'université de Gand et à Harvard, Fientje Moerman obtient une licence en droit en 1981 et un Master of Laws en 1982. D'abord avocate à New York et Bruxelles (1982-1984), elle devient ensuite rédactrice au service Économie et finances du quotidien flamand De Standaard (1984-1985). Au milieu des années 1980, elle est porte-parole du groupe libéral au Parlement européen, puis conseillère de l'ancien Président français Valéry Giscard d'Estaing (1989-1991). Elle est ensuite conseillère principale du groupe libéral européen, spécialisée dans les réformes institutionnelles et des relations avec Israël et les États du Golfe (1991-1995). De 1989 à 1999, elle est également membre du conseil communal de Gand, ainsi qu'échevine à l'éducation de 1995 à 1999. En 1999, elle est élue à la Chambre des représentants.
En 2003, Fientje Moerman est nommée ministre de l'Économie, de l'Énergie, du Commerce extérieur et de la Politique scientifique du gouvernement Verhofstadt II. En juillet 2004, elle démissionne à la suite des élections régionales pour rejoindre le gouvernement flamand d'Yves Leterme au ministère de l'Économie, des Entreprises, de l'Innovation, de la Recherche et du Commerce extérieur. Elle est également vice-ministre-président. Elle démissionne de ces fonctions le 10 octobre 2007, à la suite d'un rapport de l'ombudsman flamand mettant en cause la gestion de son cabinet. Elle est remplacée par Patricia Ceysens, qui l'avait précédée à ce poste.
Fientje Moerman est devenue administratrice du groupe Sea Invest en janvier 2008, et est membre du Parlement flamand depuis le 13 février 2008, à la suite de la démission de Marc Cordeel.
Fientje Moerman, qui se fait appeler Rebecca Vanden Broucke depuis son départ de la politique nationale, est proposée par les libéraux flamands pour siéger à la Cour constitutionnelle, écrit le Tijd le 11 janvier 2018.
Par arrêté royal du 18 mars 2018 entrant en vigueur ce même jour, Madame Joséphine (Fientje) Moerman est nommée juge de la Cour constitutionnelle pour le groupe linguistique néerlandais sur base de l'article 34, § 1er, 2°, de la loi spéciale du 6 janvier 1989 sur la Cour constitutionnelle.
Madame Joséphine (Fientje) Moerman, juge de la Cour constitutionnelle, prête le 26 mars 2018, entre les mains du Roi, le serment prescrit par la loi.